# Terramar
Terramar es un mundo ficticio creado por Ursula K. Le Guin en el que se desarrolla la serie de novelas fantásticas conocidas como «El ciclo de Terramar». El primer relato ambientado en este universo fue el cuento «La palabra que libera», publicado en 1964, pero la fama de Terramar llegó con la novela Un mago de Terramar, publicada en 1968. Otras novelas del ciclo de Terramar son: Las tumbas de Atuan (1972), La costa más lejana (1974), Tehanu (1990) y En el otro viento (2001).

## Geografía
El mundo de Terramar está cubierto por agua; la única tierra es un archipiélago central rodeado de océano. No hay referencias a otras tierras, aunque sí se nombra una tierra "más allá del oeste", donde habitan los muertos o los dragones. Según la historia, las islas emergieron del mar gracias a la poderosa magia de Segoy.
Usualmente, el término «archipiélago» solo se refiere a un grupo central de islas alrededor de Havnor, en el llamado Mar Interior. Las islas más exteriores se clasifican en cuatro zonas llamadas Confines, una para cada punto cardinal. Al noreste están también las Tierras Kargas, cuatro islas de gran tamaño con una cultura distintiva.
Las islas más importantes son:
- Havnor, sede de lo más parecido a un gobierno del archipiélago.
- Roke, una isla mágica donde se entrena a los magos.
- Gont, una isla de pastores, patria de varios protagonistas.
- Atuan, una de las islas de los Kargos.

Ningún archipiélago de la Tierra tiene una configuración similar a Terramar. Las islas son muy pequeñas, relativamente cercanas, y muy abundantes. La más grande de las islas, Havnor, es algo menor que Islandia.
El clima es templado, aunque los inviernos pueden ser fríos en las islas del norte, mientras que las islas del sur tienen un clima tropical.

## Población y cultura
La cultura de Terramar no parece estar directamente inspirada en ninguna cultura histórica, excepto en términos muy generales comunes a cualquier civilización preindustrial. 
De todas maneras, existen similitudes con las culturas terrestres. Debido a su estrecha conexión con el mar, la gente de Terramar tiene paralelos con los primitivos habitantes de Oceanía, o con los jonios del mar Egeo, en particular en las islas más pequeñas. En otras islas mayores, como Gont o Havnor, sin embargo, hay poblaciones totalmente aisladas del mar. 
Los kargos en particular tienen paralelos con los vikingos nórdicos, por su aspecto y debido a su reputación como piratas. Sin embargo, también tienen similitudes con algunas culturas precolombinas como los incas.
Tecnológicamente, Terramar parece ser una sociedad de la Edad del Hierro, aunque aún se utilizan utensilios de bronce. Los terramarinos son excelentes navegantes; usan piraguas, botes, galeras e incluso barcos más pesados. 
Se hablan dos lenguajes importantes en Terramar; el habla Hárdica y el lenguaje de los Kargos. El primero parece descender del habla Verdadera, usada para crear el mundo y que usan los dragones. Se escribe usando Runas Hárdicas. Aunque la palabra runas es simplemente un alfabeto simplificado.